# Prendimi l'anima
Prendimi l'anima è un film del 2002 diretto da Roberto Faenza.
Pellicola biografica ispirata alla figura della psicoanalista russa Sabina Spielrein e al suo rapporto sia terapeutico che amoroso con Jung. Gli interpreti principali sono Emilia Fox e Iain Glen.

## Trama
Marie e Fraser, due giovani studiosi, l'una francese e l'altro scozzese, fanno reciproca conoscenza mentre si trovano entrambi a Mosca per svolgere ricerche sulla vita della psicoanalista russa Sabina Spielrein. I due ricostruiscono insieme la vita di Sabina, a partire dal suo ricovero a Zurigo nel 1904 per una grave forma di isteria.
Qui la paziente conosce il giovane medico Carl Gustav Jung, che, mettendo in pratica i nuovi metodi di psicoanalisi sviluppati da Freud, riuscirà a guarirla. Sabina comincia ad interessarsi di psicoanalisi lei stessa, e nasce così un'intensa relazione amorosa tra lei e Jung. Ma, constatato che il suo amato Carl, sposato e con due figli, pur innamorato è preda di dubbi morali, Sabina fa scoppiare uno scandalo. I due, infine, si separano.

## Tematiche
Nel film è presente il quadro di Klimt Giuditta II (1909), che la Spielrein usa come esempio della propria idea di connubio fra Eros e Thanatos.

## Distribuzione
Presentato in anteprima il 27 settembre 2002 al Siena Film Festival, è uscito nelle sale a cominciare dal 17 gennaio 2003.

## Riconoscimenti
- 2003 - David di Donatello
  - Nomination Migliore produttore a Elda Ferri
  - Nomination Migliore fotografia a Maurizio Calvesi
  - Nomination Migliore scenografia a Giantito Burchiellaro
  - Nomination Migliori costumi a Francesca Livia Sartori
- 2003 - Nastro d'argento
  - Nomination Migliore sceneggiatura a Roberto Faenza
  - Nomination Migliore scenografia a Giantito Burchiellaro
  - Nomination Migliori costumi a Francesca Livia Sartori
- 2003 - Globi d'oro
  - Nomination Migliore film a Roberto Faenza
  - Nomination Migliore regista a Roberto Faenza
- 2003 - Premio Flaiano[3]
  - Premio del pubblico per il miglior film a Roberto Faenza
  - Miglior interprete femminile a Emilia Fox
  - Miglior fotografia a Maurizio Calvesi